# Gérard Choain
 (novembre 2016).
Gérard Choain est un sculpteur français né à Lille le 12 novembre 1906 et mort à Paris 14e le 6 avril 1988.

## Biographie
Gérard Choain est l'élève d'Aimé Blaise à l'école des beaux-arts de Lille entre 1922 et 1925, en compagnie des sculpteurs Émile Morlaix, René Leleu, Lucien Fenaux et Gaston Watkin. Il devient ensuite l'élève de Paul Landowski à l'École des beaux-arts de Paris.
Il réalise de nombreux sculptures monumentales dont La Seine, cours Albert-Ier à Paris, le Monument aux déportés des camps de concentration au cimetière du Père-Lachaise à Paris, ou encore les figures des quatre continents ornant le bassin du Monument à l'amiral Bruat d'Auguste Bartholdi à Colmar.
Le palais des Beaux-Arts de Lille conserve de lui trois bronzes, un Athlète, un buste d'homme et la tête de L'Asie. Plusieurs de ses œuvres sont également conservées au musée d'Art moderne de la ville de Paris.
À la suite du décès de son épouse Hélène en 2016, sa famille fait don d'une dizaine de ses sculptures au palais des Beaux-Arts de Lille en 2017.